# Fjällnoppa
Fjällnoppa (Gnaphalium supinum) är en ört i familjen korgblommiga växter. Fjällnoppa är en lågväxt, flerårig ört som växer på fuktiga platser i norra Europas fjälltrakter. Den är allmän i hela den skandinaviska fjällkedjan (lokalt kan den även hittas i skogsmarker nedanför fjällen) och på Island och Färöarna. Därtill förekommer den i Pyrenéerna, Alperna, Karpaterna och Kaukasus, på Grönland, i Kanada och i norra Ryssland, från Altaibergen till Bajkalsjön.

## Beskrivning
Fjällnoppa breder ut sig genom rosettbildande utlöpare. Växtsättet är tuv- eller mattbildande, med upprätta, ogrenade blomskott. Bladen sitter glest strödda och är till utseendet lansettlika, med gråaktig ovansida. Blomkorgarna är brunaktiga, holkfjällen är grågrönaktiga. Den blir cirka 5 centimeter hög, som mest upp till 10 centimeter.

## Etymologi
Fjällnoppans artepitet, supinum, har betydelsen "nedliggande".